# Chrosiothes taiwan
Chrosiothes taiwan là một loài nhện trong họ Theridiidae.
Loài này thuộc chi Chrosiothes. Chrosiothes taiwan được miêu tả năm 2000 bởi Yoshida, Tso & Severinghaus.